# Ixtenco
Ixtenco è una città dello stato di Tlaxcala, nel Messico centrale, capoluogo della omonima municipalità.
La municipalità conta 6.791 abitanti (2010) e ha un'estensione di 43,56 km².